# Marion Reneau
Pour les articles homonymes, voir Reneau.
Marion Reneau, née le 20 juin 1977 à Visalia, est une pratiquante américano-bélizienne darts martiaux mixtes (MMA) combattant à l'Ultimate Fighting Championship dans la catégorie des poids coqs.

## Biographie
Marion Reneau est professeur de sport dans un lycée, elle enseigne dans la petite ville de Farmersville en Californie. Elle a toujours aimé les sports de combats car son père et son frère pratiquaient la boxe. Un jour elle a vu un combat à la télévision, l'une des protagonistes était Gina Carano et pour Marion Reneau se fut une révélation, elle prit la décision de s'investir dans ce sport afin de gagner de l'argent et en faire profiter son fils.

## Parcours en arts martiaux mixtes

### Débuts de carrière
Le 7 mars 2010, Marion Reneau commence sa carrière en MMA. Elle est opposée à sa compatriote Chantalle Castellanos lors de l'évènement The Warriors Cage 7 : Violence se déroulant à Porterville en Californie aux États-Unis. Elle remporte le combat au troisième round par KO technique (coups de poing).
Le 27 janvier 2012, Marion Reneau affronte l'américaine Julia Avila pour son second combat sur le circuit professionnel. L'évènement, The Warriors Cage 13 : Impact, a lieu à Porterville en Californie aux États-Unis. Elle subit sa première défaite sur décision unanime.

### Ultimate Fighting Championship
Le 9 décembre 2014, Marion Reneau qui venait de s'engager avec l'Invicta Fighting Championships, mais n'avait pas encore combattu au sein de cette organisation, annonce qu'elle vient de signer pour 4 combats avec l'UFC.
Le 3 janvier 2015, Marion Reneau est opposée à l'américaine Alexis Dufresne pour sa première apparition à un évènement UFC. Le combat se déroule à Las Vegas, dans le Nevada aux États-Unis lors de l'UFC-182-Jones-vs-Cormier. L'issue du combat tourne en sa faveur, elle obtient en effet une victoire par décision unanime (30-26, 30-26, 30-25),.
Le 22 février 2015, Marion Reneau rencontre la Brésilienne Jéssica Andrade lors de l'UFC Fight Night: Bigfoot vs. Mir. Le combat se déroule dans le grand gymnase de Porto Alegre au Brésil. Jessica Andrade qui vient de gagner ses trois derniers combats est favorite, mais elle abandonne dès le premier round, prise dans un étranglement en triangle permettant ainsi à Marion Reneau d'obtenir une cinquième victoire consécutive.
Le 20 mai 2015, l'UFC laisse entendre qu'un combat opposant Marion Reneau et l'Américaine Holly Holm pourrait être organisé lors de l'évènement UFC Fight Night 71 : Mir vs. Duffee du 15 juillet 2015. L'UFC officialise l'annonce de ce combat le 22 mai 2015.
Le 15 juillet 2015, Marion Reneau affronte la grande championne de boxe Holly Holm à San Diego. Tout au long du combat, il lui est impossible de s'approcher pour tenter de porter le combat au sol, Holly Holm esquive parfaitement et enchaine par des combinaisons pied poing qui font souvent mouche. Marion Reneau reste beaucoup sur la défensive et le match a du mal à s'emballer. À la fin de la dernière reprise, Holly Holm accélère et parvient à porter plusieurs lourdes frappes, Marion Reneau est acculée mais elle arrive à s'échapper juste avant le gong final. Holly Holm l'emporte par décision unanime (30-27, 30-26, 29-28),.

### Les origines de son surnom
Durant ses entrainements, Marion Reneau était souvent la seule femme et elle voulait montrer aux hommes qu'elle n'était pas fragile. Elle se montrait donc très agressive et ses partenaires d'entrainement lui donnèrent le surnom de the bruiser (la cogneuse).

## Palmarès

### Distinctions
- Ultimate Fighting Championship
  - Performance de la soirée (une fois)

### Palmarès en arts martiaux mixtes
| 15 combats     | 9 victoires | 5 défaites |
| Par KO         | 5           | 0          |
| Par soumission | 3           | 0          |
| Sur décision   | 1           | 5          |
| Égalités       | 1           | 1          |

| Résultat | Record | Adversaire            | Méthode                               | Événement                              | Date             | Round | Temps | Lieu                                 | Notes                                       |
| -------- | ------ | --------------------- | ------------------------------------- | -------------------------------------- | ---------------- | ----- | ----- | ------------------------------------ | ------------------------------------------- |
| Défaite  | 9-4-1  | Yana Kunitskaya       | Décision unanime                      | UFC Fight Night: Lewis vs. dos Santos  | 9 mars 2019      | 3     | 5:00  | Wichita, Kansas, États-Unis          |                                             |
| Défaite  | 9-4-1  | Cat Zingano           | Décision unanime                      | UFC Fight Night: dos Santos vs. Ivanov | 14 juillet 2018  | 3     | 5:00  | Boise, Idaho, États-Unis             |                                             |
| Victoire | 9-3-1  | Sara McMann           | Soumission (étranglement en triangle) | UFC on FOX: Emmett vs. Stephens        | 24 février 2018  | 2     | 3:40  | Orlando, Floride, États-Unis         |                                             |
| Victoire | 8-3-1  | Talita Bernardo       | TKO (coups de poing)                  | UFC Fight Night: Volkov vs. Struve     | 2 septembre 2017 | 3     | 4:54  | Rotterdam, Pays-Bas                  |                                             |
| Égalité  | 7-3-1  | Bethe Correia         | Égalité majoritaire                   | UFC Fight Night: Belfort vs. Gastelum  | 11 mai 2017      | 3     | 5:00  | Fortaleza, Brésil                    |                                             |
| Victoire | 7-3    | Milana Dudieva        | TKO (coups de coude)                  | UFC Fight Night: Mousasi vs. Hall II   | 19 novembre 2016 | 3     | 3:03  | Belfast, Irlande du Nord             |                                             |
| Défaite  | 6-3    | Ashlee Evans-Smith    | Décision partagée                     | UFC Fight Night: Cowboy vs. Cowboy     | 21 février 2016  | 3     | 5:00  | Pittsburgh, Pennsylvanie, États-Unis |                                             |
| Défaite  | 6-2    | Holly Holm            | Décision unanime                      | UFC Fight Night: Mir vs. Duffee        | 15 juillet 2015  | 3     | 5:00  | San Diego, Californie, États-Unis    |                                             |
| Victoire | 6-1    | Jéssica Andrade       | Soumission (étranglement en triangle) | UFC Fight Night: Bigfoot vs. Mir       | 22 février 2015  | 1     | 1:54  | Porto Alegre, Brésil                 | Performance de la soirée                    |
| Victoire | 5-1    | Alexis Dufresne       | Décision unanime                      | UFC 182: Jones vs. Cormier             | 3 janvier 2015   | 3     | 5:00  | Las Vegas, Nevada, États-Unis        | Alexis Dufresne échoue à la pesée (138 lbs) |
| Victoire | 4-1    | Maureen Riordon       | Soumission (clé de bras)              | RFA 16: Copeland vs. Jorgensen         | 25 juillet 2014  | 1     | 4:15  | Broomfield, Colorado, États-Unis     |                                             |
| Victoire | 3-1    | Leslie Rodriguez      | TKO (coups de poing)                  | Tachi Palace Fights 17: Fall Brawl     | 14 novembre 2013 | 1     | 1:24  | Lemoore, Californie, États-Unis      |                                             |
| Victoire | 2-1    | Lydia Reyes           | KO (coups de poing)                   | The Warriors Cage 15: Halloween        | 26 octobre 2012  | 1     | 0:10  | Porterville, Californie, États-Unis  |                                             |
| Défaite  | 1-1    | Julia Avila           | Décision unanime                      | The Warriors Cage 13: Impact           | 27 janvier 2012  | 3     | 5:00  | Porterville, Californie, États-Unis  |                                             |
| Victoire | 1-0    | Chantalle Castellanos | TKO (coups de poing)                  | The Warriors Cage 7: Violence          | 7 mars 2010      | 3     | 1:38  | Porterville, Californie, États-Unis  |                                             |